# Рэдукану, Марчел
Марчел Рэдукану (рум. Marcel Răducanu; род. 21 октября 1954, Бухарест) — румынский футболист, играл на позиции атакующего полузащитника. Выступал за «Стяуа», «Боруссия Дортмунд» и «Цюрих», а также национальную сборную Румынии.
Его дядя, Марин Вионя, также был футболистом.

## Биография
Родился 21 октября 1954 года в городе Бухарест. Воспитанник футбольной школы клуба «Стяуа». Профессиональную футбольную карьеру начал в 1972 году в первой команде «Стяуа», в которой провёл девять сезонов, приняв участие в 229 матчах чемпионата. Большую часть времени, проведённого в составе «Стяуа», был основным игроком команды. В составе «Стяуа» был одним из ведущих бомбардиров команды, имея среднюю результативность на уровне 0,41 гола за игру первенства. За это время дважды завоёвывал титул чемпиона Румынии, ещё дважды становился обладателем национального кубка, а в 1980 году был назван лучшим футболистом в стране.
6 апреля 1976 года дебютировал в официальных матчах в составе национальной сборной Румынии, выйдя на замену в игре против Нидерландов (1:1). 3 июня 1981 года сыграл свой последний матч за сборную Румынии. В течение карьеры в национальной команде, которая длилась шесть лет, провёл в форме сборной страны 21 матч, забив три гола.
В 1981 году после матча в Дортмунде Рэдукану остался в ФРГ. В его родной Румынии этот поступок считался дезертирством, поскольку он был капитаном армии. Поэтому заочно он был приговорён почти к шести годам лишения свободы. Оказавшись в Западной Германии, он подписал контракт сразу с двумя клубами: «Ганновер 96» и «Боруссия Дортмунд» — в результате получил дисквалификацию от УЕФА на один год. Чтобы заполучить игрока, «Боруссия» заплатила полмиллиона немецких марок «Ганноверу», и Рэдукану дебютировал в Бундеслиге в 1982 году. Сыграл за немецкий клуб следующие шесть сезонов своей игровой карьеры. Играя в составе «Боруссии», также в основном выходил на поле в основном составе команды.
Завершил профессиональную игровую карьеру в швейцарском «Цюрихе», за который выступал на протяжении 1988—1990 годов и с которым поднялся в высшую лигу.
С 1994 года руководил футбольной школой в Дортмунде, одним из её воспитанников был Марио Гётце.